# Rijksbeschermd gezicht Leeuwarden - Noorder- / Westersingel
Gezicht Leeuwarden - Noorder- / Westersingel is een van rijkswege beschermd stadsgezicht in Leeuwarden in de Nederlandse provincie Friesland. De procedure voor aanwijzing werd gestart op 25 april 2002. Het gebied werd op 7 maart 2006 definitief aangewezen. Het beschermd gezicht beslaat een oppervlakte van 11 hectare.
Panden die binnen een beschermd gezicht vallen krijgen niet automatisch de status van beschermd monument. Wel zal de gemeente het bestemmingsplan aanpassen om nieuwe ontwikkelingen in het gebied te reguleren. De gezichtsbescherming richt zich op de stedenbouwkundige en cultuurhistorische waardering van een gebied en wil het toekomstig functioneren daarvan veiligstellen.